# Slobodan Rajčević
Slobodan Rajčević (in serbo Слободан Рајчевић?; Zrenjanin, 28 febbraio 1985) è un giocatore di calcio a 5 serbo.

## Carriera
Agli europei del 2016 segna un gol contro il Kazakistan durante la finale per il terzo posto.